# モリー・シュワルツ
モリー・シュワルツ (Morris "Morrie" S. Schwartz、1916年12月20日 - 1995年11月4日) は、アメリカ合衆国のブランダイス大学の社会学教授、作家。1997年に発売され後にテレビ映画化されたベストセラー『モリー先生との火曜日』のモデル。

## 『モリー先生との火曜日』
シュワルツ教授と元生徒のミッチ・アルボムについて書かれた本である。アルボムがABCの『ナイトライン』のテッド･コッペルのインタビューにシュワルツ教授が出演しているのを見て、毎週火曜日ミシガン州デトロイトからニューイングランドにあるシュワルツ教授の自宅まで会いに行くようになった。アルボムはシュワルツ教授が筋萎縮性側索硬化症(ALS)の神経疾患で死の間際にいることを知る。約14回の訪問の後、シュワルツ教授はALSの闘病を終え、アルボムの心に響いた。アルボムの本には全ての訪問による授業、シュワルツ教授の人生最後にアルボムに授けた知恵が集約されている。

## 著作
- アルフレッド・H・スタントン共著: 『The Mental Hospital: A Study of Institutional Participation in Psychiatric Illness and Treatment 』. ベーシック・ブックス社 1954年, ISBN 978-1-59147-617-7 (2009年版)
- シャーロット・グリーン・シュワルツ共著: 『Social Approaches to Mental Patient Care 』. コロンビア大学出版 1964年
- エミー・ラニング・ショックリー共著: 『The Nurse and the Mental Patient: a Study in Interpersonal Relations 』. ウィリー社 1966年, ISBN 978-0-471-76610-0
- 『Letting Go: Morrie's Reflections on Living While Dying 』. ウォーカー&カンパニー1996年, ISBN 978-0-8027-1315-5